# Ljubljanska vzpenjača
Ljubljanska vzpenjača je tirno vozilo, namenjeno prevažanju obiskovalcev na Ljubljanski grad. Prve zamisli o »grajskem dvigalu« je leta 1897 s tedanjimi avstroogrskimi oblastmi delil zamisli že ljubljanski župan Ivan Hribar, Mestna občina Ljubljana pa se je pod vodstvom županje Vike Potočnik za gradnjo odločila leta 2000. Projekt je bil dokončan konec leta 2006. 
Skupna cena gradnje je znašala 7,2 milijona evrov, kar je bil tudi eden od vzrokov za veliko nenaklonjenost, ki jo je projekt zbujal v javnosti. V času gradnje je bila po mnenju večine nepotrebna ljubljanska infrastruktura, sprožale pa so se tudi polemike o tem, kako bo dela prenesel strm grajski grič, kajti zaradi poseka dreves je grozilo, da se bo pričela zemlja usipati k Šentjakobskemu gledališču. Za nameček je vzpenjača prekinila tudi eno izmed poti na grad, ki je odtlej zaprta za sprehajalce. Tudi začetni planirani stroški gradnje so se več kot le za enkrat povečali, zato je bila za časa županovanja naslednice Vike Potočnik, Danice Simšič, vložena zahteva, da se še enkrat prouči vrednost projekta. Nazadnje je bil odlok o vzpenjači sprejet, ker so penali za prekinitev pogodbe znašali več kot sama izgradnja. Sklep o vzpenjači naj bi bil sprejet predvsem zato, da bi omogočili ogled gradu tudi starejšim ter invalidom, ki se po zapori ceste na grad nanj ne bi mogli povzpeti peš. V začetni fazi obratovanja (v prvih petih dneh svojega obratovanja) se je kar dvakrat pokvarila in vožnja z njo ni bila mogoča. Kljub začetnim skepsam se danes vzpenjača kaže kot pomemben javni mestni objekt. Vsako leto prepelje več kot 200.000 obiskovalcev, v decembru 2010 pa se je z njo peljal milijonti potnik. Število prepeljanih potnikov na leto se povečuje.  Vzpenjača je leta 2014 prepeljala dvemilijontega, leta 2017 trimilijontega, leta 2019 štirimilijontega, leta 2022 petmilijontega potnika ter leta 2024 šestmiljontega potnika.
Višinska razlika, ki jo vzpenjača opravi, je 70 metrov. Kabina sprejme do 33 potnikov, vožnja traja eno minuto. Prvi obiskovalci so se lahko na grad popeljali 28. decembra 2006, do 10. januarja 2007 zastonj (kar je privedlo do velikega zanimanja in gneče, da bi jo preizkusili), sicer pa trenutna cena enosmerne vozovnice za odraslo osebo znaša 3,30 evra.  
Upravljanje tirne vzpenjače na Ljubljanski grad je 01. 04. 2011 prevzel novoustanovljeni Javni zavod Ljubljanski grad.